# Ken Stringfellow

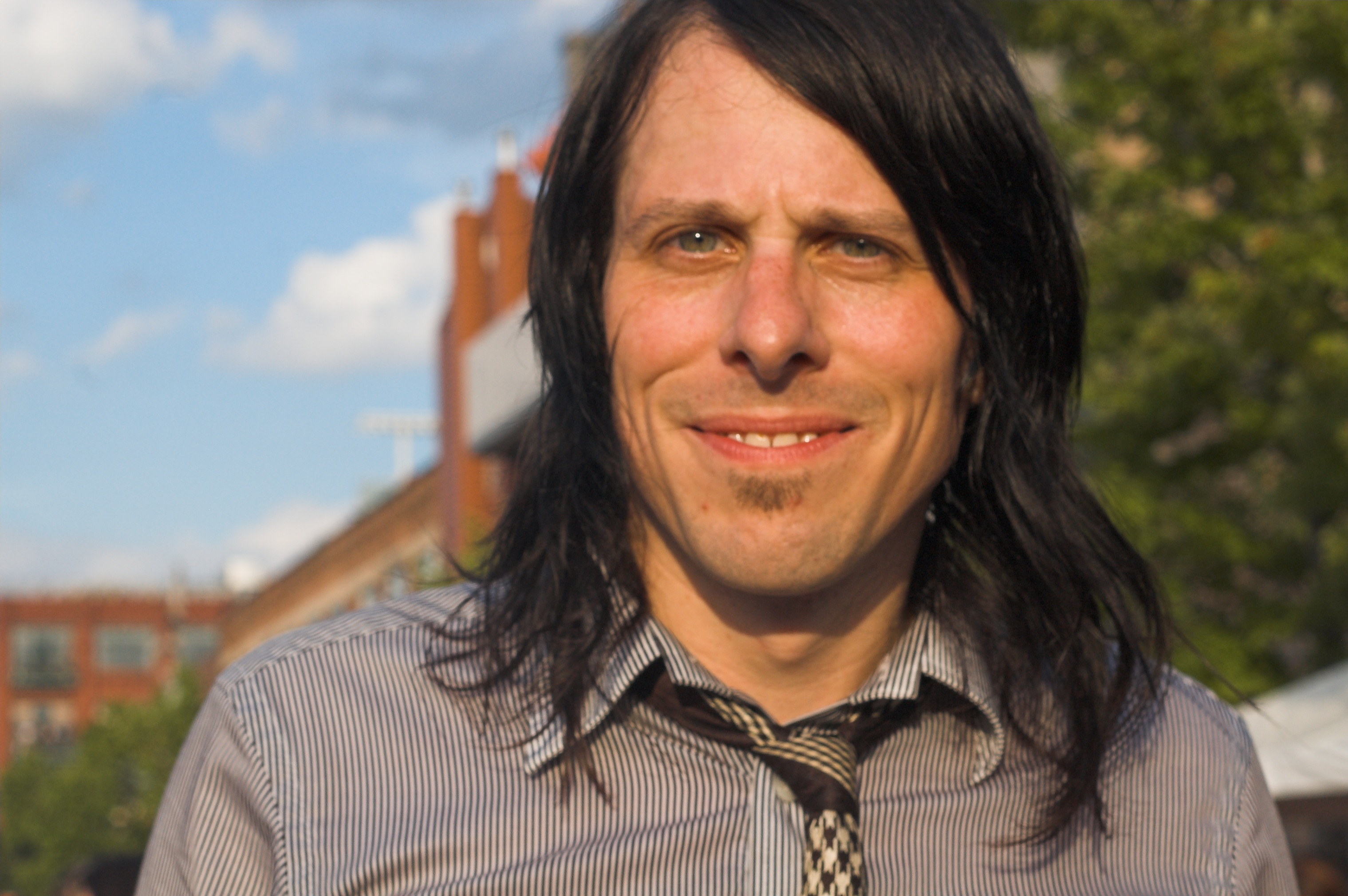
Ken Stringfellow (2009)

Ken Stringfellow (* 30. Oktober 1968 in Los Angeles) ist ein US-amerikanischer Musiker, bekannt als Sänger und Gitarrist der Power-Pop-Band The Posies sowie als Gitarrist bei White Flag.
Stringfellows Band The Posies löste sich 2021 nach dem Bekanntwerden polizeilicher Ermittlungen gegen Stringfellow wegen des Verdachts auf sexuellen Missbrauch auf.

## Diskografie (Auszug)
- 1997: This Sounds Like Goodbye (Hidden Agenda Records)
- 2001: Touched (Poptones)
- 2004: Soft Commands (Yep Roc Records)
- 2012: Danzig In The Moonlight (Lojinx)

### Mit The Posies
- 1988: Failure (PopLlama)
- 1990: Dear 23 (Geffen Records)
- 1993: Frosting on the Beater (Geffen Records)
- 1996: Amazing Disgrace (Geffen Records)
- 1998: Success (PopLlama)
- 2005: Every Kind of Light (Rykodisc)
- 2010: Blood/Candy (Rykodisc)
- 2016: Solid States (Lojinx)